# Ерне Гере
Ерне Гере (угор. Gerő Ernő, уродж. Ерне Зінгер (угор. Singer Ernő); 8 липня 1891, Требушовце — 12 березня 1980, Будапешт) — угорський політичний діяч.
Народився в єврейській родині. З 1918 року — член Комуністичної партії Угорщини. Після розгрому Угорської радянської республіки в 1919 році втік до Відня. Жив у Москві з 1923 року і грав провідну роль в апараті Комуністичного інтернаціоналу. Перебував в Іспанії під час Громадянської війни. Виступав політичним радником Національного комітету «Вільна Німеччина».
З 26 січня по 11 травня 1945 року — член Вищої Національної ради. При диктатурі Матяша Ракоші, яка багато в чому копіювала сталінський режим у СРСР, був членом Політбюро Центрального Комітету УПТ, обіймав посади міністра фінансів і міністра внутрішніх справ.
З 21 липня по 25 жовтня 1956 року обіймав посаду Генерального секретаря ЦК УПТ, до моменту її фактичного розпаду і утворення на її базі УСРП. Вважається, що якщо б Янош Кадар або Імре Надь замінив Матяша Ракоші в липні 1956 року замість Ерне Гере[прояснити], угорської революції можна було б уникнути.
Після своєї відставки під час Угорського повстання 1956 р., втік до СРСР. У 1961 році повернувся в Будапешт, за участь у масових репресіях був виключений з партії. Працював перекладачем.